# Zombieland
Zombieland là bộ phim hài - kinh dị Mỹ về chủ đề zombie ra mắt năm 2009, đạo diễn bởi Ruben Fleischer từ kịch bản của Rhett Reese và Paul Wernick. Phim có sự tham gia diễn xuất của Jesse Eisenberg, Woody Harrelson, Emma Stone và Abigail Breslin trong vai những người sống sót từ thảm họa zombie, cùng nhau tham gia cuộc hành trình dài xuyên qua vùng Tây Nam nước Mỹ để tìm đến vùng đất chưa bị zombie xâm chiếm.
Bộ phim được công chiếu ở Fantastic Fest vào ngày 25 tháng 9 năm 2009 và ra rạp vào ngày 2 tháng 10 cùng năm ở Mỹ bởi Columbia Pictures. Zombieland thắng lợi và mang về doanh thu hơn 60.8 triệu đô la trong vòng 17 ngày, vượt qua bộ phim sản xuất năm 2004 Dawn of the Dead, trở thành bộ phim về đề tài zombie có doanh thu cao nhất, trước khi bị vượt qua bởi World War Z vào năm 2013. Phần sau của bộ phim, Zombieland: Double Tap, được ra mắt vào ngày 18 tháng 10 năm 2019.

## Nội dung
Hai tháng trôi qua kể từ khi một dịch bò điên phát triển thành thành "dịch người điên" và sau đó trở thành "dịch thây ma điên" tràn ngập nước Mỹ, biến mọi người thành những thây ma khát máu. Những người còn sống sót sau đại dịch này nhận ra rằng không nên ở gần nhau vì họ có thể bị chết bất cứ lúc nào, nhiều người đã sử dụng tên thành phố họ ở làm biệt danh.
Một sinh viên đại học tên Columbus (Jesse Eisenberg) đang tìm đường từ ký túc xá đại học của mình ở Austin, Texas trở về Columbus, Ohio, để xem cha mẹ mình còn sống hay không. Anh gặp Tallahassee (Woody Harrelson), một người sống sót khác, rất cục súc trong việc tiêu diệt lũ thây ma. Mặc dù trông có vẻ không hòa đồng, nhưng Tallahassee vẫn miễn cưỡng cho phép Columbus quá giang cùng. Tallahassee đề cập đến việc anh nhớ chú chó con của mình đã bị thây ma giết chết, cũng như nguyện vọng được ăn thật nhiều bánh Twinkie, thứ mà anh luôn cố tìm kiếm.
Cặp đôi gặp gỡ hai chị em xinh đẹp Wichita (Emma Stone) và Little Rock (Abigail Breslin) trong một cửa hàng tạp hóa. Cả hai là những kẻ lừa đảo, khiến Tallahassee và Columbus phải giao nộp vũ khí của họ bằng cách giả vờ rằng Little Rock bị nhiễm bệnh, sau đó đánh cắp chiếc Escalade của Tallahassee và bỏ đi. Hai thanh niên đi lang thang và vô tình thấy một chiếc Hummer H2 màu vàng chứa đầy vũ khí, Tallahassee quyết định đuổi theo hai chị em kia. Tuy nhiên, một cái bẫy đã được giăng sẵn bởi các cô gái và hai thanh niên bị bắt làm con tin. Trên xe, Tallahassee bất ngờ cướp khẩu súng từ tay Little Rock và có một cuộc đối đầu với Wichita, sau đó Columbus nổi giận và bảo rằng họ còn những vấn đề lớn hơn để lo lắng, cuối cùng tất cả làm hòa và tiếp tục hành trình.
Hai chị em tiết lộ rằng họ sẽ đến công viên giải trí Pacific Playland ở Los Angeles, một khu vực được cho là không có thây ma. Sau khi biết quê nhà của mình đã bị phá hủy cũng như cha mẹ anh khả năng cao đã bị giết, Columbus quyết định đi cùng 3 người kia đến California. Trong suốt chuyến đi, Columbus vẫn cố gắng gây ấn tượng và tán tỉnh Wichita.
Khi nhóm đến Hollywood, Tallahassee hướng họ đến biệt thự của Bill Murray. Tallahassee và Wichita được gặp Murray, ông không bị nhiễm bệnh nhưng đã ngụy trang thành một thây ma để có thể đi bộ an toàn quanh thị trấn. Murray bị Columbus giết khi anh bắn ông do nhầm Murray với một thây ma thực sự trong một trò đùa thực tế trong khi xem Ghostbuster với Little Rock. Columbus nhận ra khi chơi trò Monopoly rằng Tallahassee không đau buồn cho chú chó con của minh mà vì đứa con trai nhỏ của anh ta. Wichita ngày càng bị thu hút bởi Columbus và Tallahassee liên kết với Little Rock mặc dù cả hai luôn bất hòa trước nay. Tuy bị thu hút bởi Columbus, Wichita lo sợ về sự liên kết này và quyết định rời đi cùng Little Rock đến Pacific Playland vào sáng hôm sau. Columbus quyết định theo đuổi Wichita và thuyết phục Tallahassee tham gia cùng anh ta.
Tại Pacific Playland, hai chị em kích hoạt tất cả các trò chơi và ánh sáng để họ có thể tận hưởng công viên, vô tình điều này thu hút sự chú ý của một số thây ma trong khu vực xung quanh. Một cuộc rượt đuổi bắt đầu, và ngay khi hai chị em bị mắc kẹt trên đỉnh của trò tháp thả, Tallahassee và Columbus xuất hiện. Tallahassee dụ các thây ma đuổi theo mình, tạo cơ hội cho Columbus trèo lên tháp giải cứu hai chị em. Cuối cùng Tallahassee tự nhốt mình trong một bốt trò chơi, dụ thây mà đến gần rồi bắn chúng. Columbus thoát khỏi đám thây ma và bắn xuyên qua nhiều thây ma đang trèo lên tháp để giải cứu các cô gái. Như một lời cảm ơn, Wichita hôn Columbus và tiết lộ tên thật của cô: Krista. Khi nhóm rời Pacific Playland, Columbus nhận ra rằng nếu không liên kết cùng những người bạn này, anh đã có thể là trở thành thây ma, và giờ đây Columbus đã có thứ mà anh luôn mong muốn - một gia đình.

## Diễn viên
- Jesse Eisenberg vai Columbus
- Woody Harrelson vai Tallahassee
- Emma Stone vai Wichita / Krista
- Abigail Breslin vai Little Rock
- Amber Heard vai 406
- Bill Murray vai Bill Murray
- Mike White vai chủ cây xăng

### Tên nhân vật
Các nhân vật chính không sử dụng tên thật của nhau, mà tự gọi họ bằng tên địa danh nơi họ đến (Columbus, Tallahassee, Wichita và Little Rock). Bao gồm cả hàng xóm của Columbus, được gọi là 406 theo số phòng cô ta ở và người Columbus luôn mộng tưởng đến là Beverly Hills cũng như cô gái tên Cynthia Knickerbocker, người mà Columbus cho rằng đã chiến thắng giải "Giết thây ma của tuần". Có một ngoại lệ là Murray do ông là diễn viên nổi tiếng. Cuối bộ phim, Wichita nói với Columbus rằng tên thật của cô là Krista.